# Noor Inayat Khanová
Noor-un-Nisa Inayat Khanová (1. ledna 1914 – 13. září 1944) byla britská špionka za druhé světové války. Jako agentka Special Operations Executive pod kódovým označením Madeleine se stala první ženskou operátorkou vyslanou ze Spojeného království do okupované Francie na pomoc tamnímu odboji.

## Osobní život
Noor-un-Nisa Inayat Khanová, nejstarší ze čtyř dětí, se narodila 1. ledna 1914 v Moskvě. Její sourozenci byli Vilayat (1916–2004), Hidayat (1917–2016) a Khair-un-Nisa (1919–2011) Khanovi.
Její otec, Inayat Khan, pocházel z rodiny indických muslimů, jeho rodiče byli dědiční šlechtici a hudebníci. Jeho prapradědeček byl vládcem Maisůru, Tipu Sultan. Žil v Evropě jako hudebník a učitel súfismu. Její matka Pirani Ameena Begum (rozená Ora Ray Baker) byla Američanka z Albuquerque v Novém Mexiku, která se s Inayat Khanem setkala během svých cest po Spojených státech.

## Ženské pomocné letecké sbory
Ačkoli Noor byla hluboce ovlivněna pacifistickými ideály, ona a její bratr Vilayat se rozhodli pomoci porazit nacistickou tyranii: 
| „                     | Přála bych si, aby někteří Indové v této válce získali vysoké vojenské vyznamenání. Kdyby jeden nebo dva dokázali ve spojeneckých službách něco velmi statečného, co by všichni obdivovali, pomohlo by to vytvořit most mezi Angličany a Indy“. | “ |
| — Noor Inayat Khanová | |   |

V listopadu 1940 se Noor připojila k ženským pomocným leteckým sborům (WAAF) a jako letecká mechanička byla poslána na výcvik na bezdrátového operátora. Po zařazení do výcvikové školy pro bombardéry v červnu 1941 požádala o provizi ve snaze zbavit se tamní nudné práce.

## Oddělení pro zvláštní operace
Později byla Noor Inayat Khanová přijata k sekci F (Francie) Oddělení pro zvláštní operace a na začátku února 1943 byla vyslána na ministerstvo letectví, ředitelství letecké rozvědky.

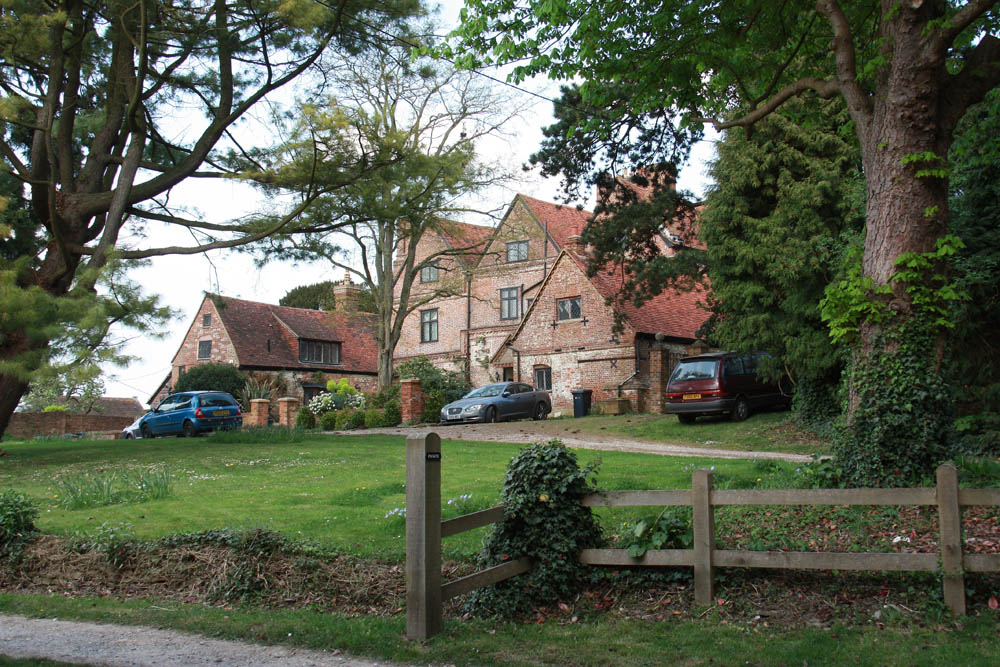
Panství Wanborough

Byla zařazena do First Aid Nursing Yeomanry (FANY) a poslána do Panství Wanborough, poblíž Guildfordu v Surrey, načež byla poslána do Aylesbury v Buckinghamshire na speciální výcvik jako bezdrátový operátor na okupovaném území.
Byla první ženou, která byla vyslána v této funkci, všechny ženy před ní byly poslány jako kurýři. Po předchozím výcviku bezdrátové telegrafie (W/T) měla Noor náskok před těmi, kteří s rádiovým výcvikem teprve začínali, a byla rychlá a přesná.
Z Aylesbury Noor pokračovala do Beaulieu, kde byl bezpečnostní výcvik ukončen praktickou misí - v případě bezdrátových operátorů najít místo v podivném městě, ze kterého by mohli posílat zprávy svým instruktorům, aniž by byli detekováni neznámým agentem. Konečným cvičením byl falešný výslech gestapa, jehož cílem bylo agentům ukázat, co by je mohlo čekat, kdyby byli zajati, a nějakou praxi při udržování jejich krycího příběhu. Noořin důstojník shledal její výslech „téměř nesnesitelným“ a oznámil, že „vypadala vyděšeně ... tak ohromeně, že téměř ztratila hlas“, a že poté „se chvěla a byla celá bledlá.“ 
Noořini nadřízení měli smíšené názory na její vhodnost pro tajnou válku a její výcvik byl neúplný kvůli potřebě dostat vyškolené operátory W/T do terénu. Její „dětské“ vlastnosti, zejména její jemné chování a „nedostatek lsti“, velmi znepokojovaly její instruktory ve výcvikových školách SOE. Jedna instruktorka napsala, že „přiznává, že by nechtěla dělat nic s několika identitami, zatímco druhá řekla, že je „velmi ženského charakteru“, velmi touží potěšit, připravená přizpůsobit se náladě společnosti, laskavá, emocionální, nápaditá.

## Vyznamenání

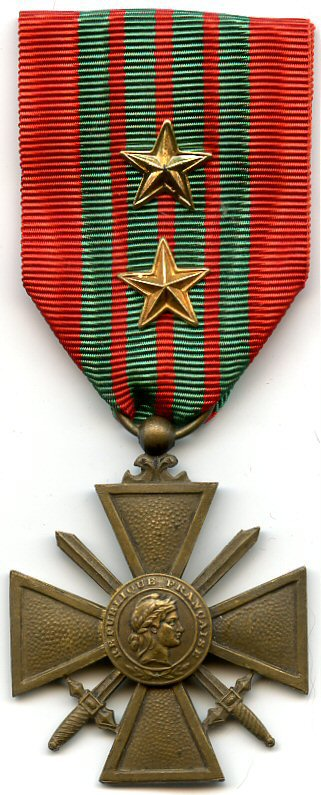
Croix de Guerre

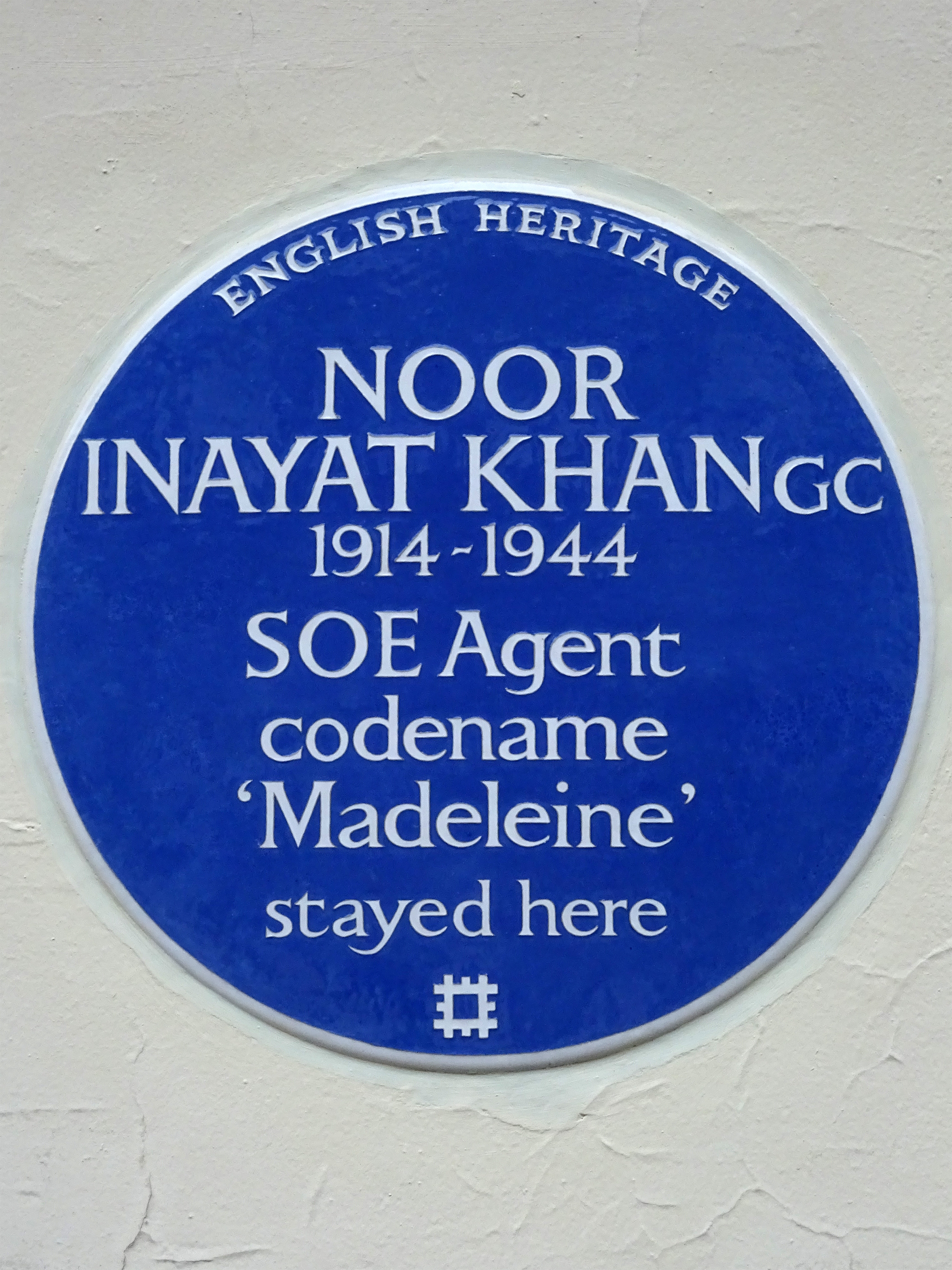
Blue Plaque, srpen 2020

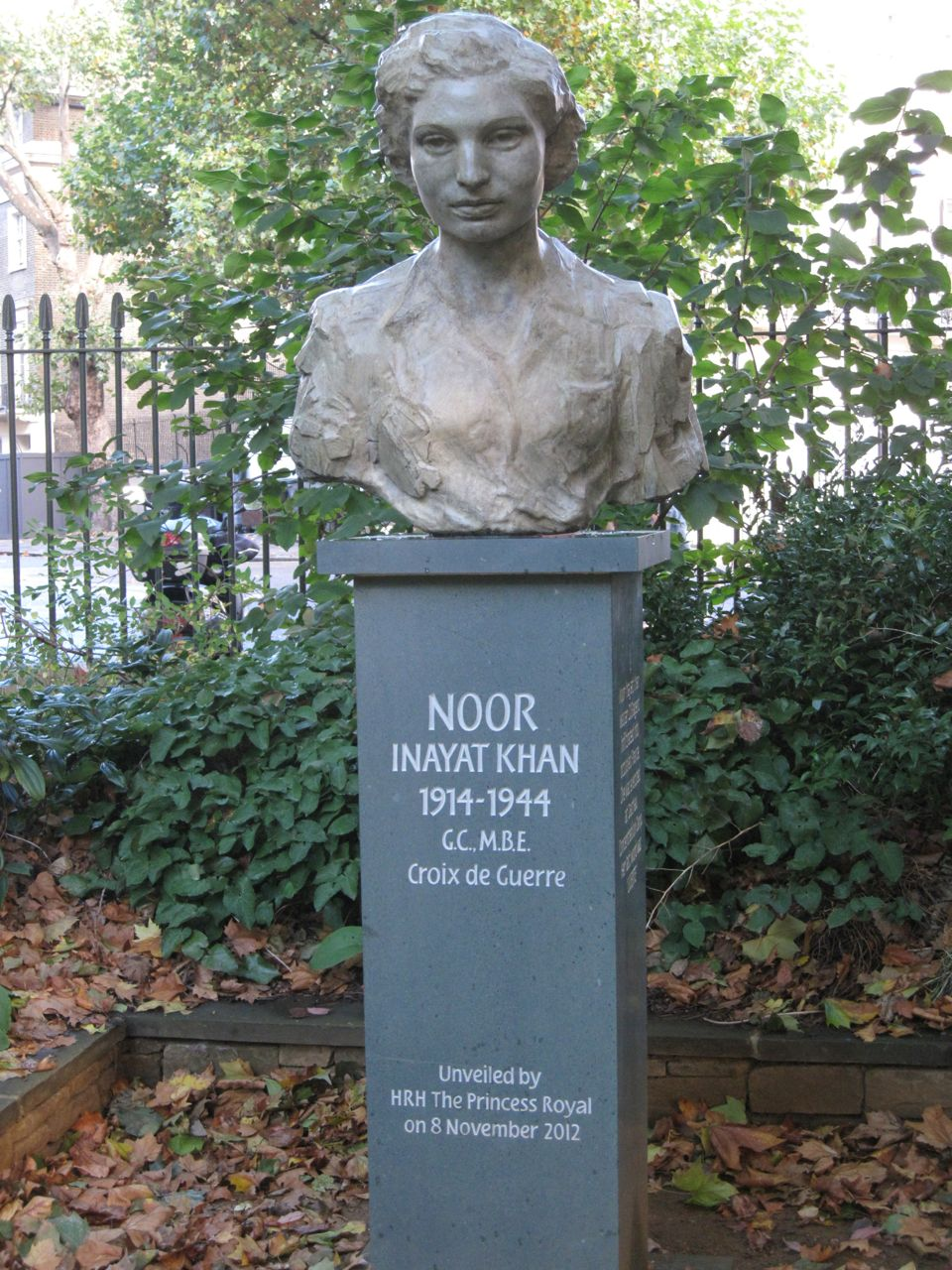
Pamětní busta Noor Inayat Khanové

Noor Inayat Khanová byla v roce 1949 posmrtně vyznamenána Georgijským křížem a francouzským Croix de Guerre se stříbrnou hvězdou (avec étoile de vermeil). Protože byla v roce 1946 stále považována za „pohřešovanou“, nemohla být vyznamenána členkou Řádu britského impéria, ale v říjnu 1946 byla zmíněna v Despatches.
Na začátku roku 2011 byla zahájena kampaň s cílem získat 100 000 liber na zaplacení stavby její bronzové busty v centru Londýna poblíž jejího bývalého domova.
Tvrdilo se, že busta bude prvním památníkem buď muslimky, nebo asiatky v Británii, ale Noor už byla připomínána na památníku FANY v kostele sv. Pavla, Wilton Place, Knightsbridge, Londýn, který uvádí 52 členů sboru, kteří položili život v aktivní službě.